# Кормова галерея

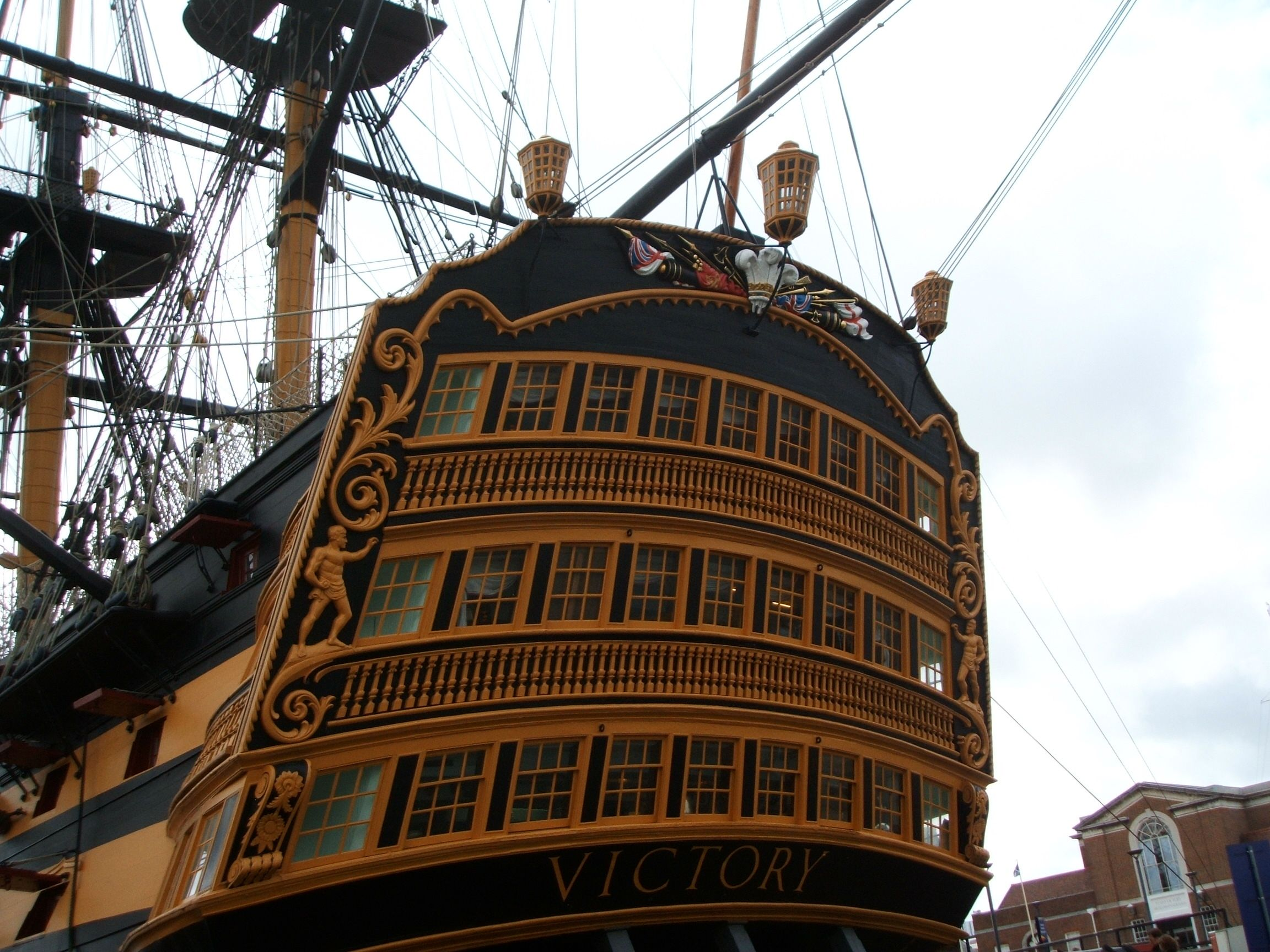
Триярусна галерея лінійного корабля Victory

Раковина

Кормова галерея — елемент корабельної архітектури XVI—XIX століть, відкритий або закритий балкон навколо корми. Служила місцем прогулянок адмірала і капітана, могла також виконувати роль бойового посту стрільців. Галереї багато оздоблювалися, особливо на кораблях XVII століття.
Поява кормових галерей пов'язана з поширенням у XVI столітті транцевої корми. Спочатку йшлося тільки про багате оздоблення гакаборта, потім з'явився балкон.
Галерея розташовувалася ззаду і з боків кормової надбудови. Бокове розташування кінців галереї забезпечувало добрий огляд уперед: з неї було видно майже весь горизонт і вітрила свого корабля. На старих тридекових кораблях влаштовувалося по три таких галереї: одна над однією, на рівні деків. Галерея видавалася назовні приблизно на 1 м, але її загальна ширина становила близько 2 м: вона частково розміщалася в корпусі, відділяючись від сусідніх приміщень поздовжніми перебірками. У бортових кінцях галереї (якщо їх було кілька, то на нижній) розташовувалися туалети для офіцерів (відхожі місця для матросів розташовувалися на гальюні). Бортові частини галерей кріпилися на кварторпісах (від англ. quarter pieces — «задньобокові штуки») — опорах, часто прикрашених фігурами.
Галерея могла бути як у повну довжину (на транці і частково з бортів), так і виключно транцевою. В останньому разі на кормовій частині бортів розташовувалися приробки — раковини (також відомі як штульци), що служили ніби бортовими продовженнями галерей. Раковини також могли мати кілька ярусів, у них розташовувалися туалети, ванні кімнати і комірчини. На невеликих кораблях замість справжніх раковин робили так звані «сліпі раковини» — вікна з багато оздобленими лутками. Залишився у вжитку вираз «на раковині», яким позначають напрямок на предмет, видимий з судна приблизно на 45° позаду траверза: наприклад, «на правій (лівій) раковині».
Кріплення галерей до бортів не відрізнялися надійністю, їх іноді зривало бурею. Установлення галерей було виправданим тільки на військових кораблях.

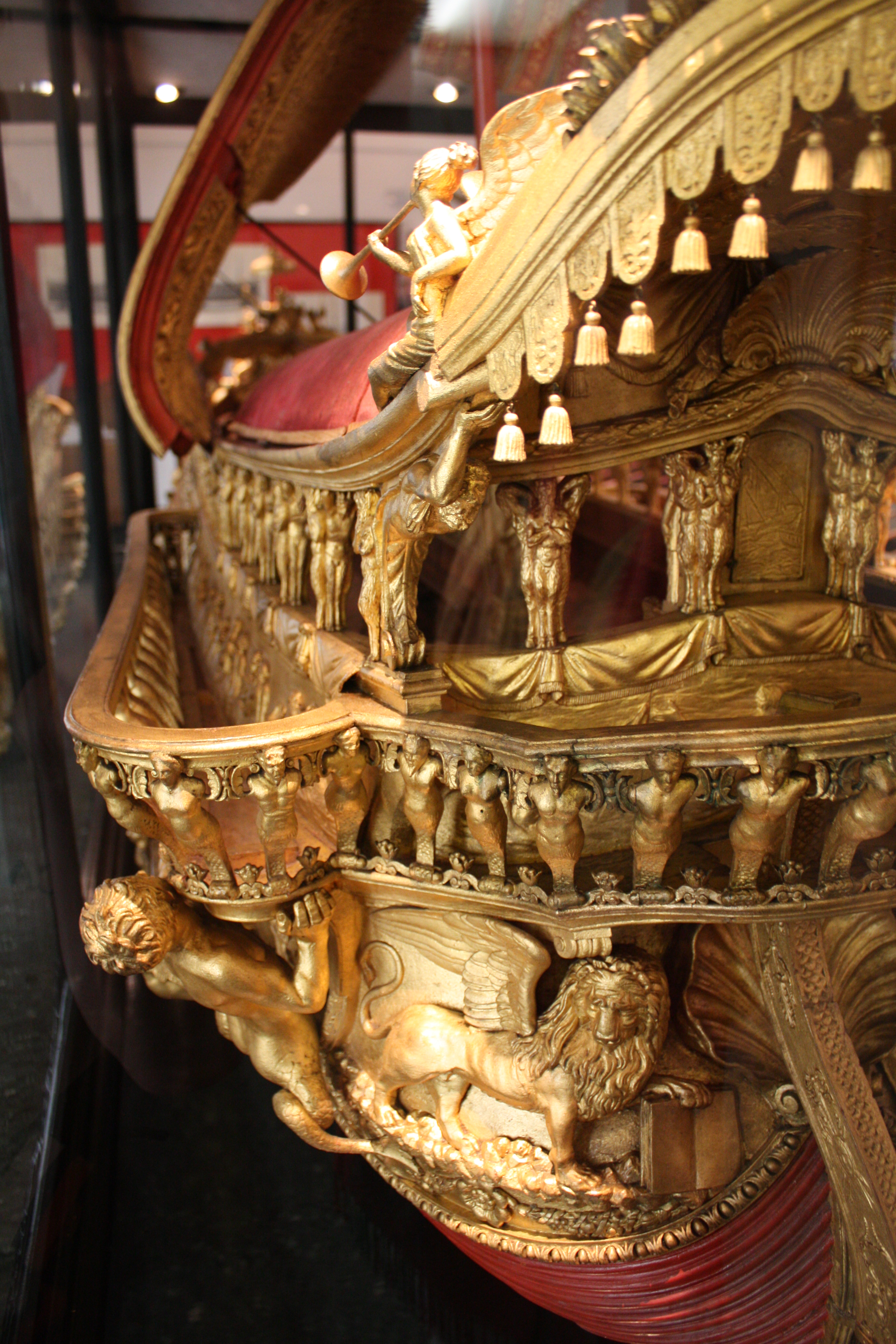
Відкрита галерея галери «Буцентавр»

Кормові галереї зникли з кораблів до середини XIX століття: у зв'язку з переходом з транцевої на круглу корму.

## Галерея

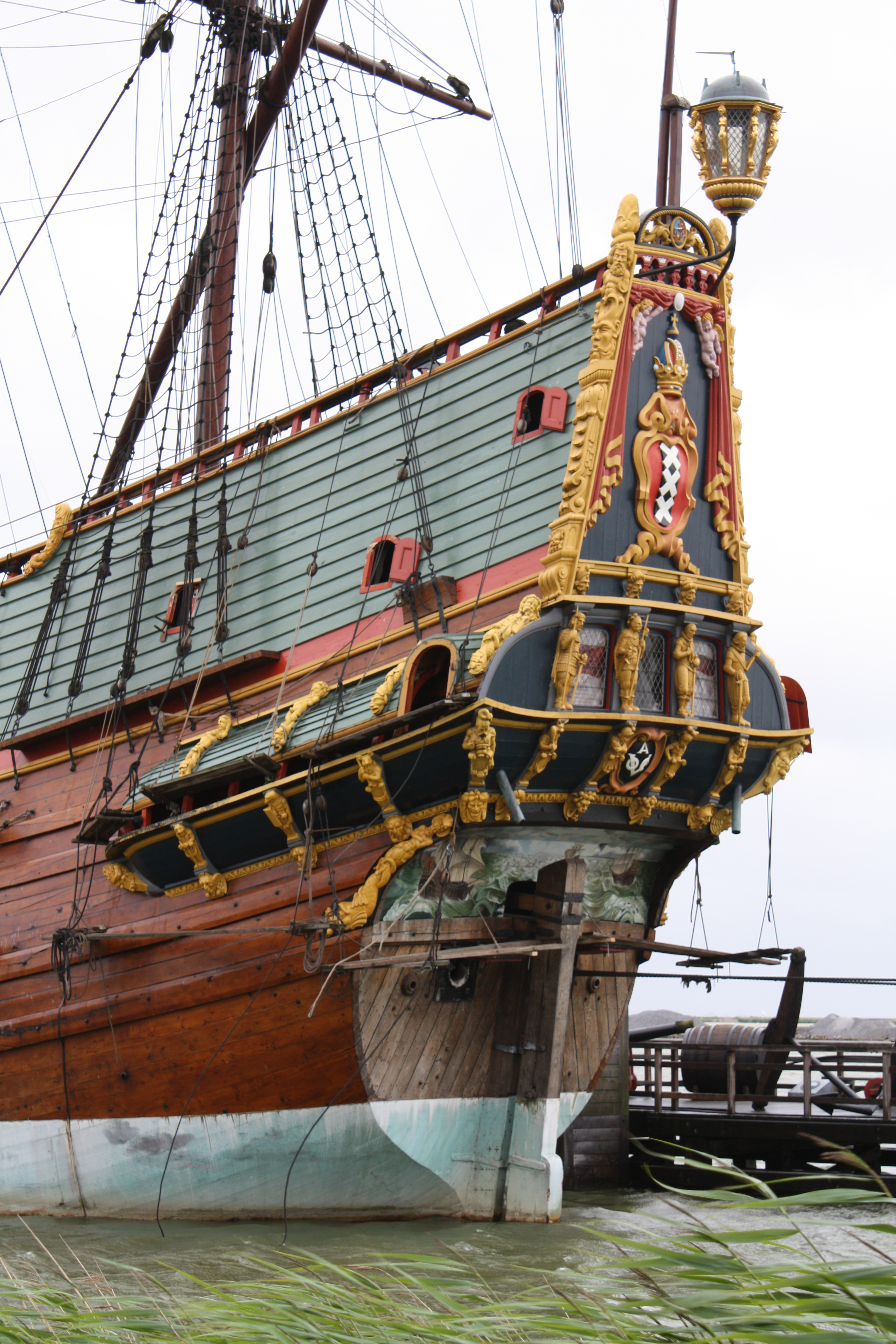
Галерея корабля Batavia

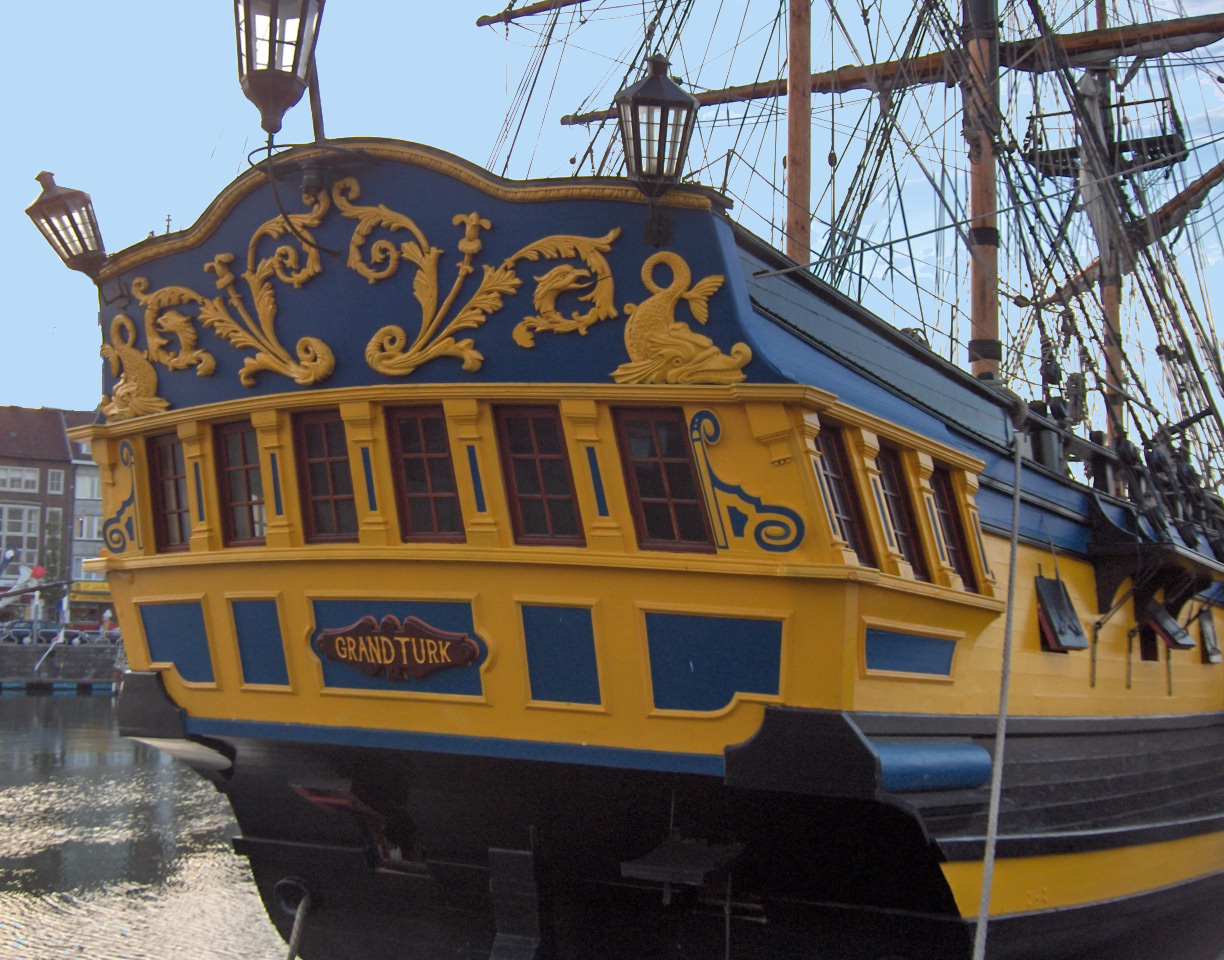
Одноярусна галерея корабля Étoile du Roy (Grand Turk)
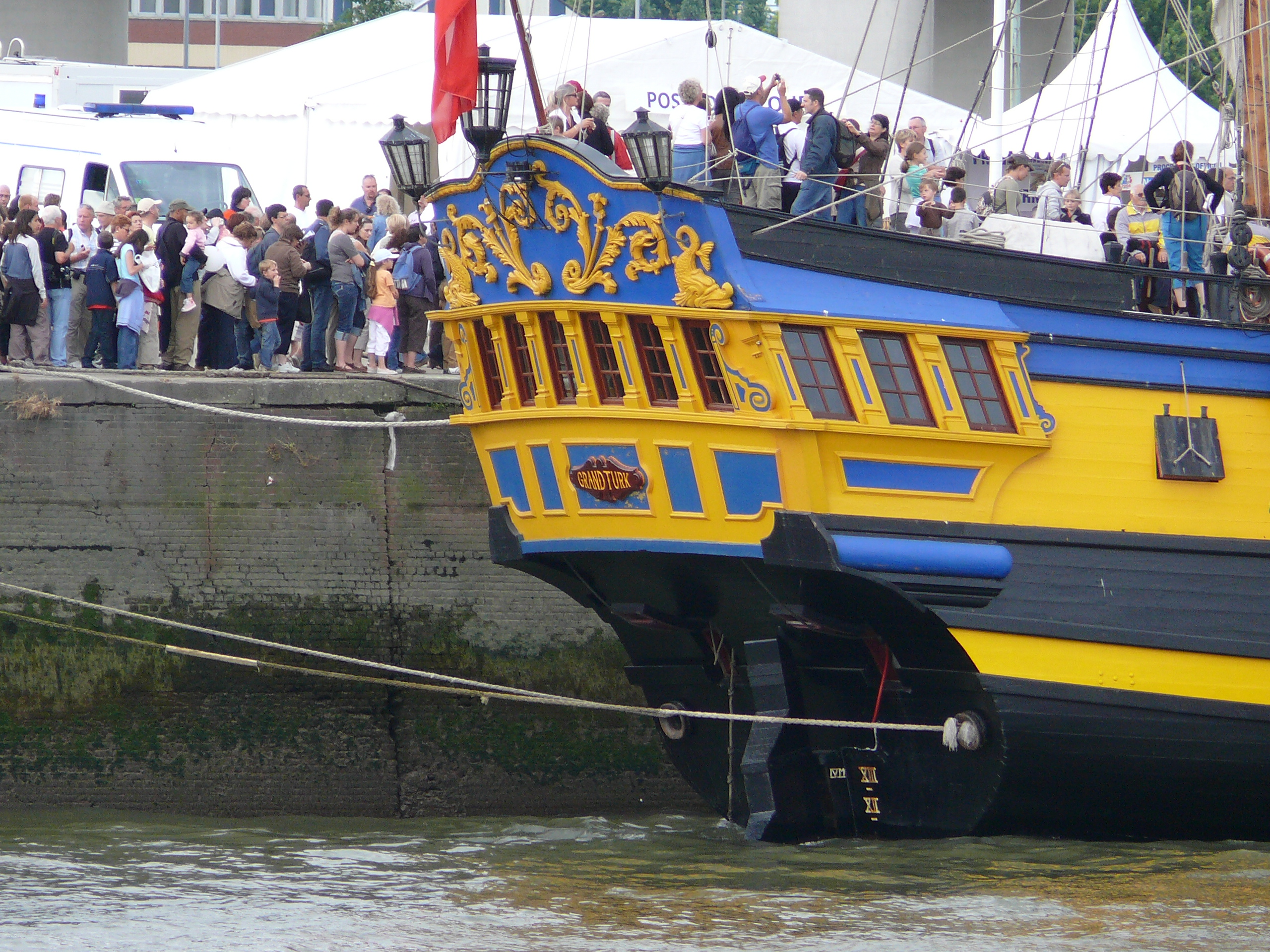
Бортова частина галереї корабля Étoile du Roy
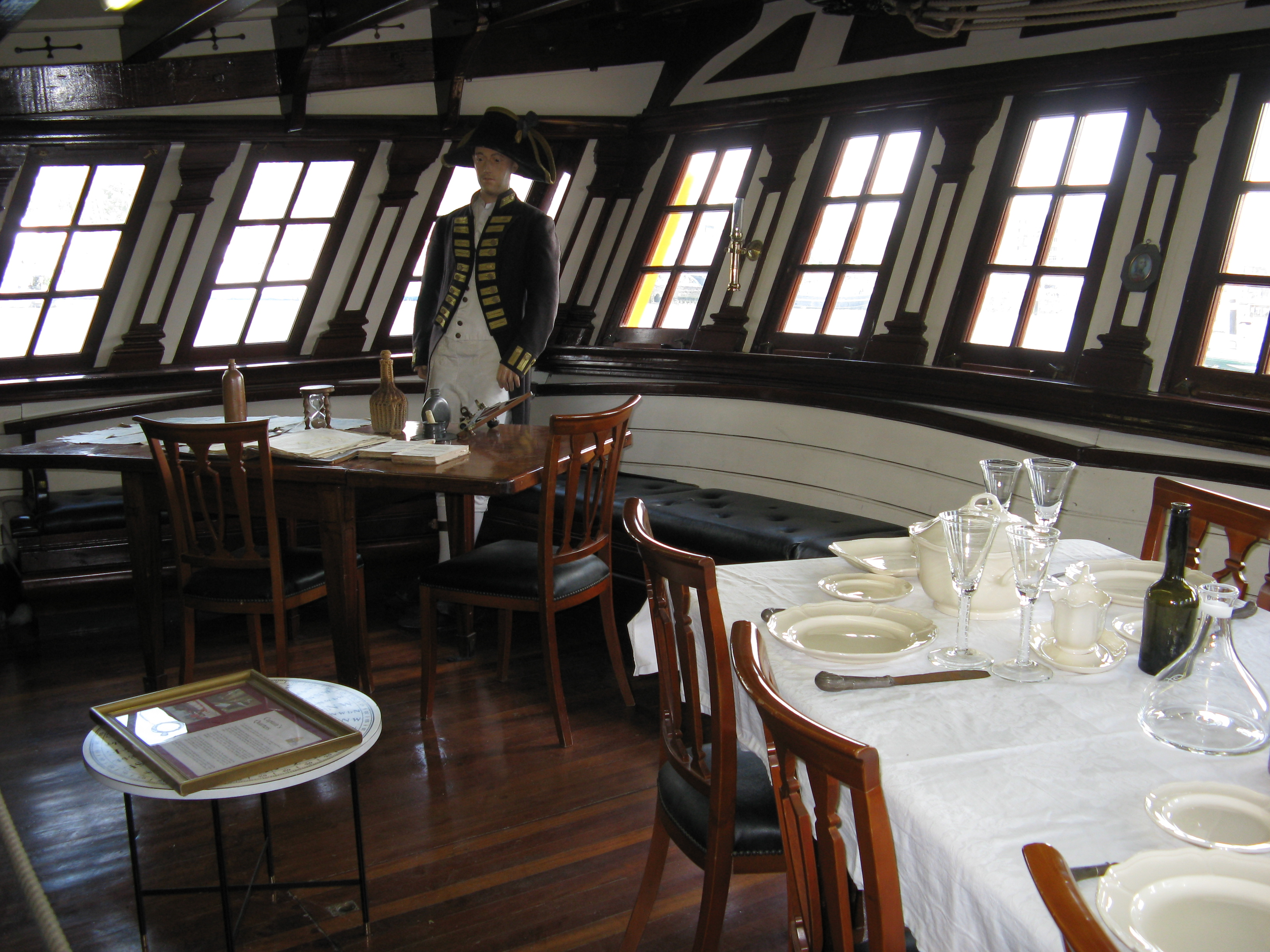
Вигляд вікон галереї з кают-компанії корабля Étoile du Roy
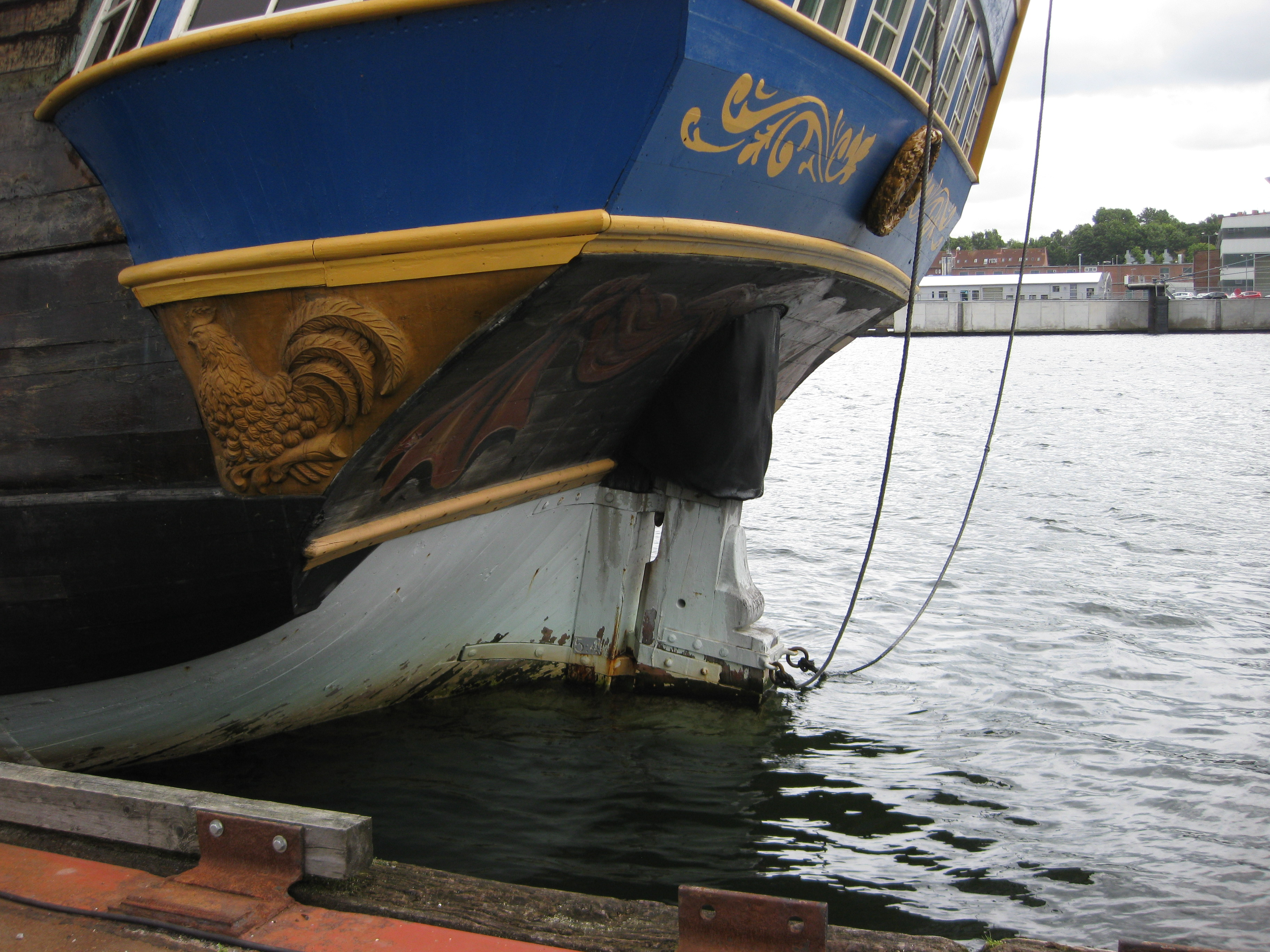
Кварторпіс зі зображенням півня на кораблі Götheborg
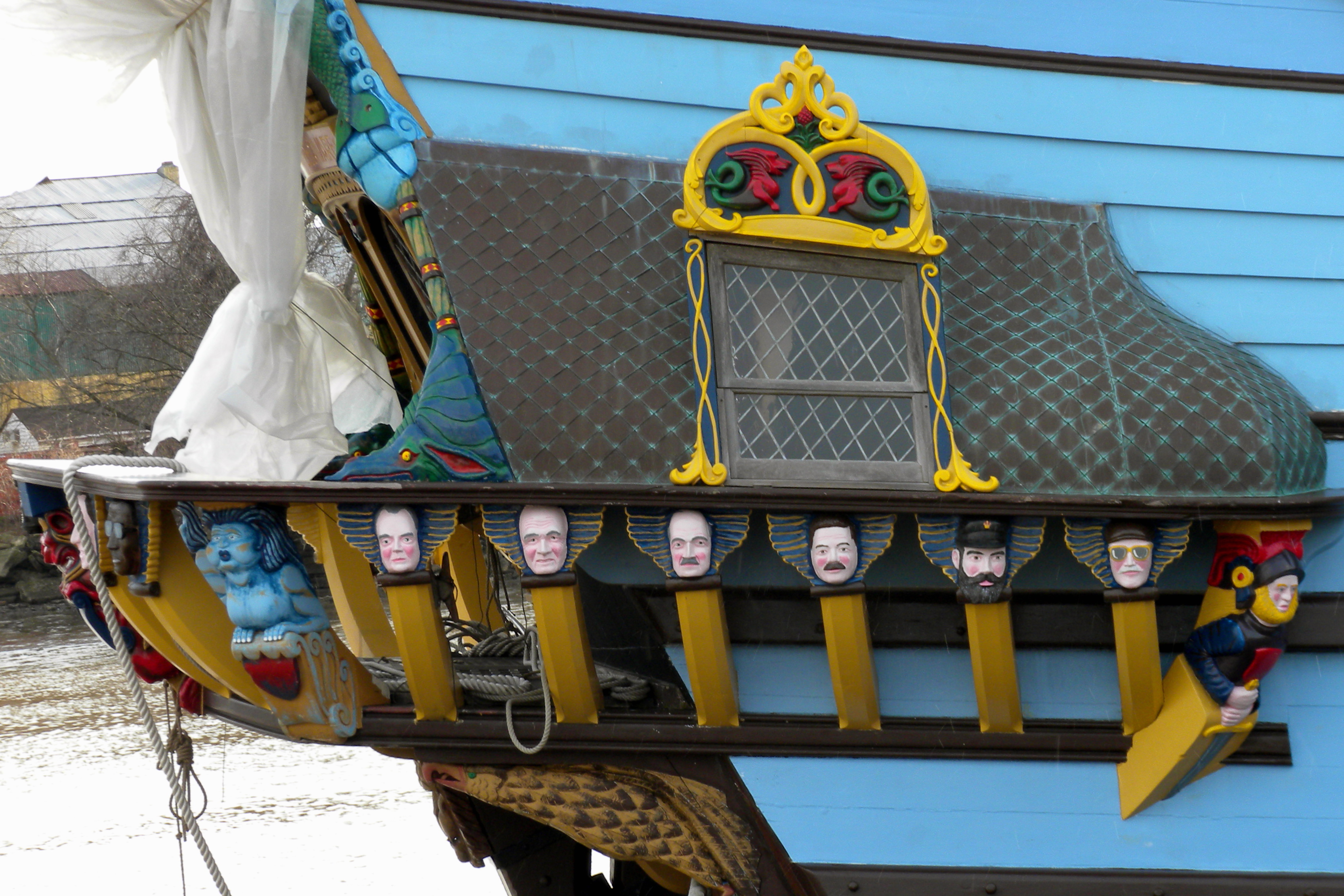
Галерея корабля Kalmar Nyckel
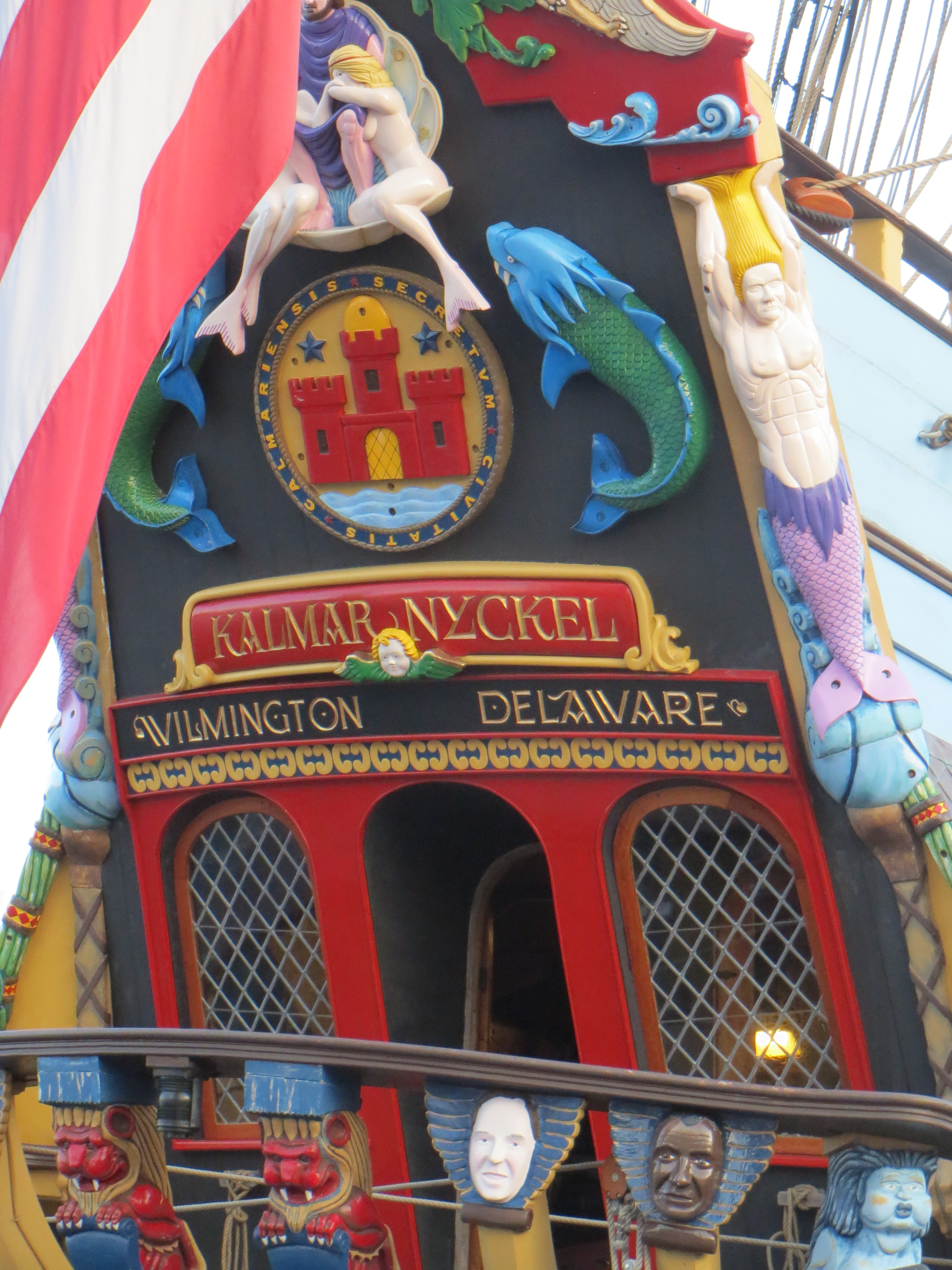
Галерея корабля Kalmar Nyckel
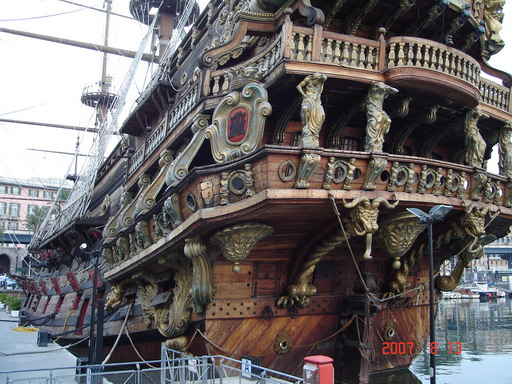
Галерея галеона «Нептун»
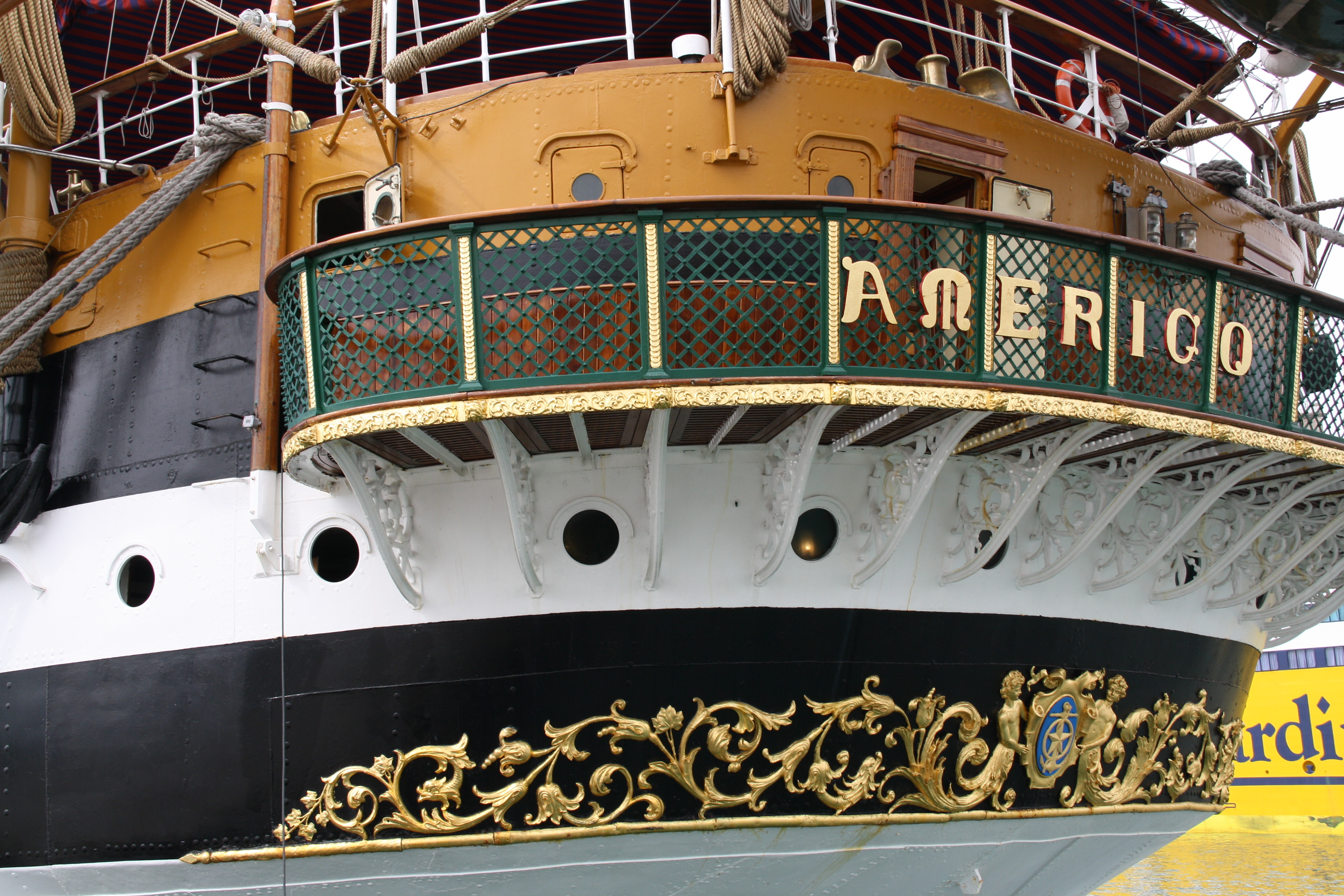
Відкрита галерея корабля Amerigo Vespucci
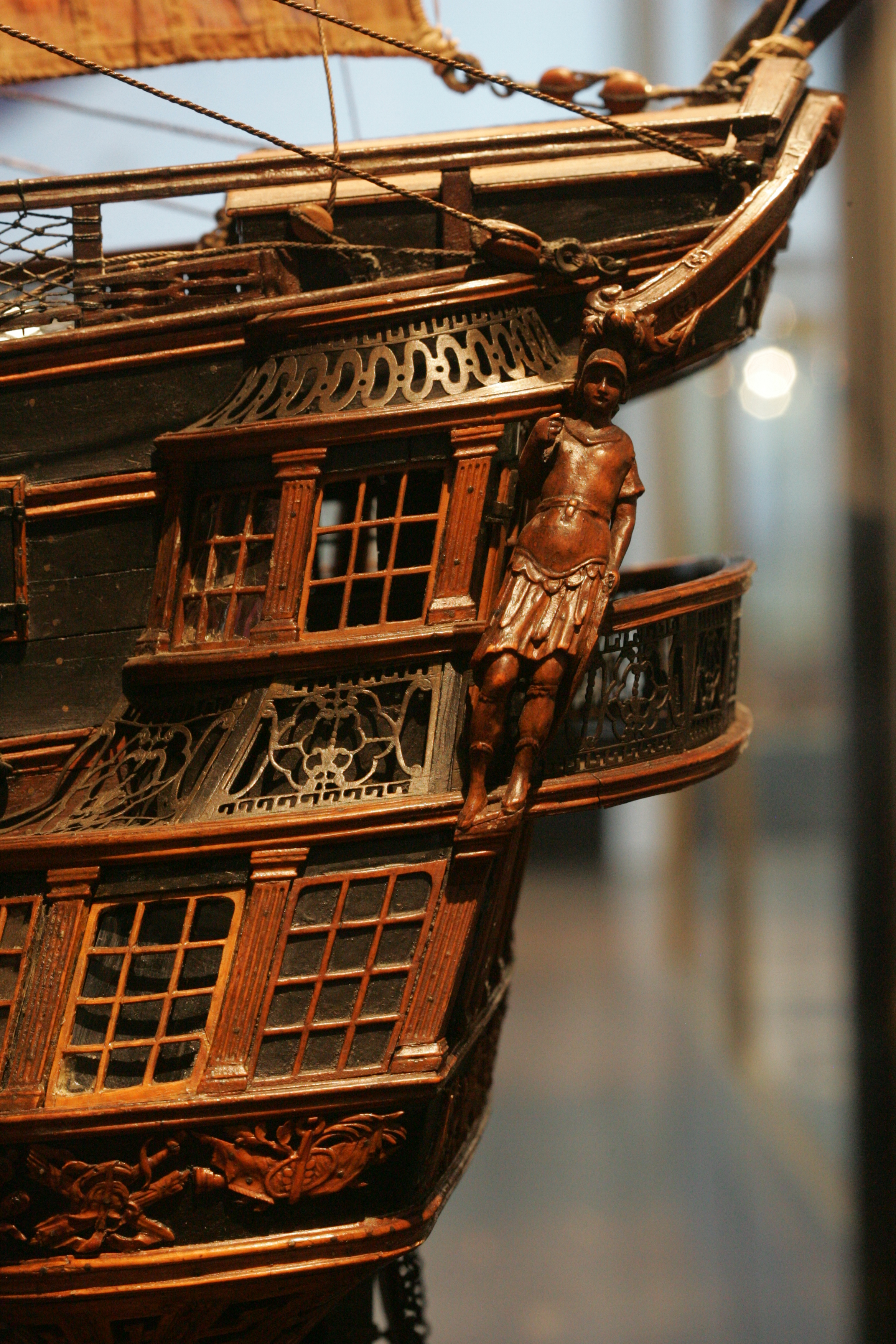
Галерея корабля Artésien

Victory
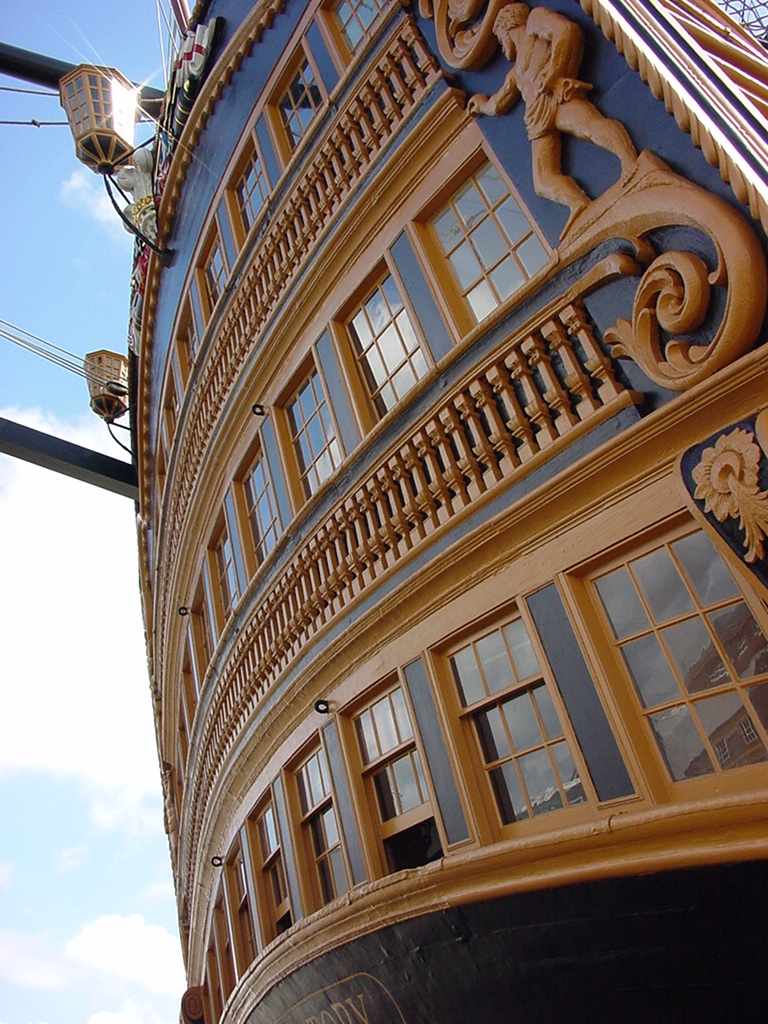
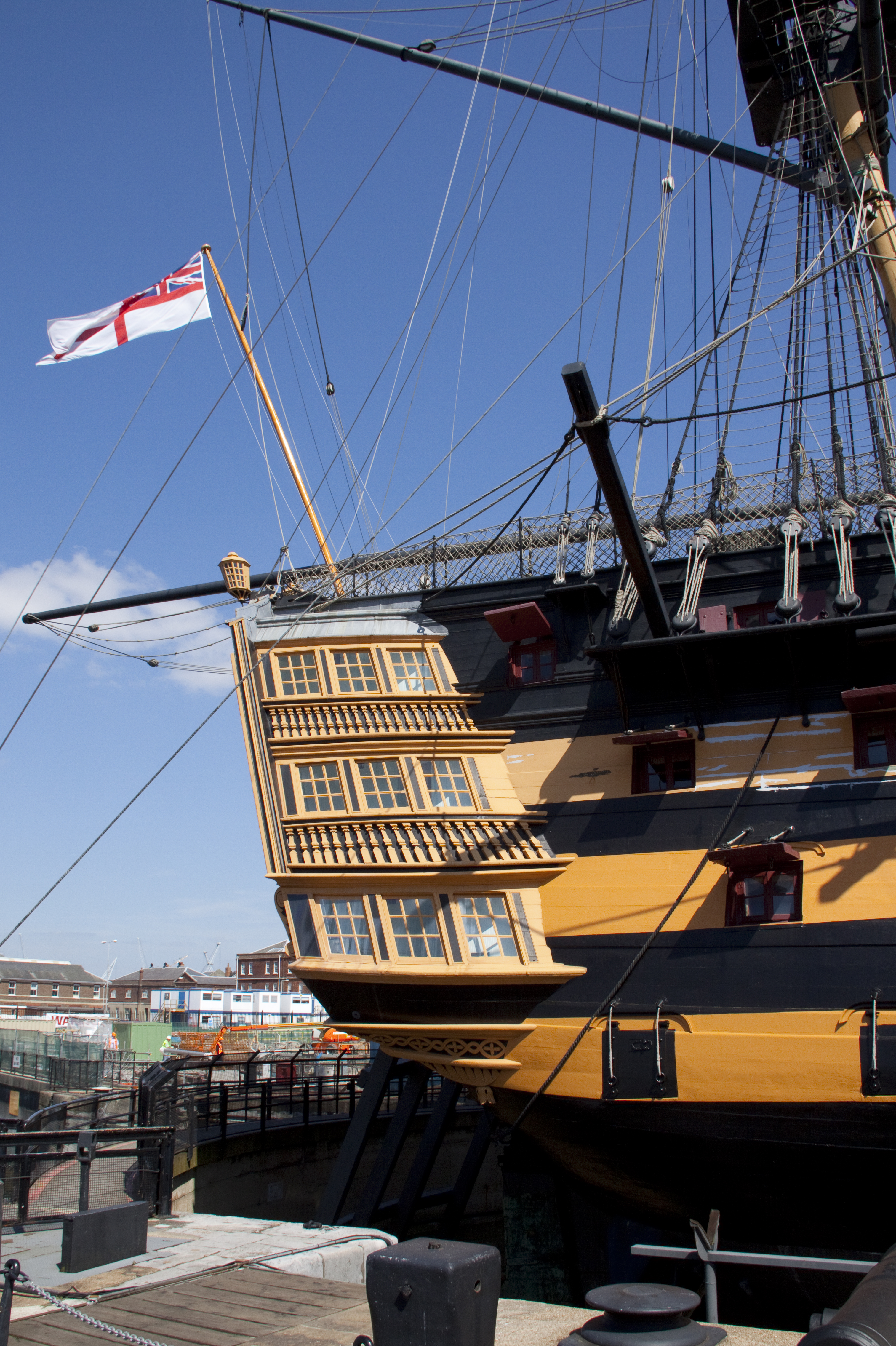
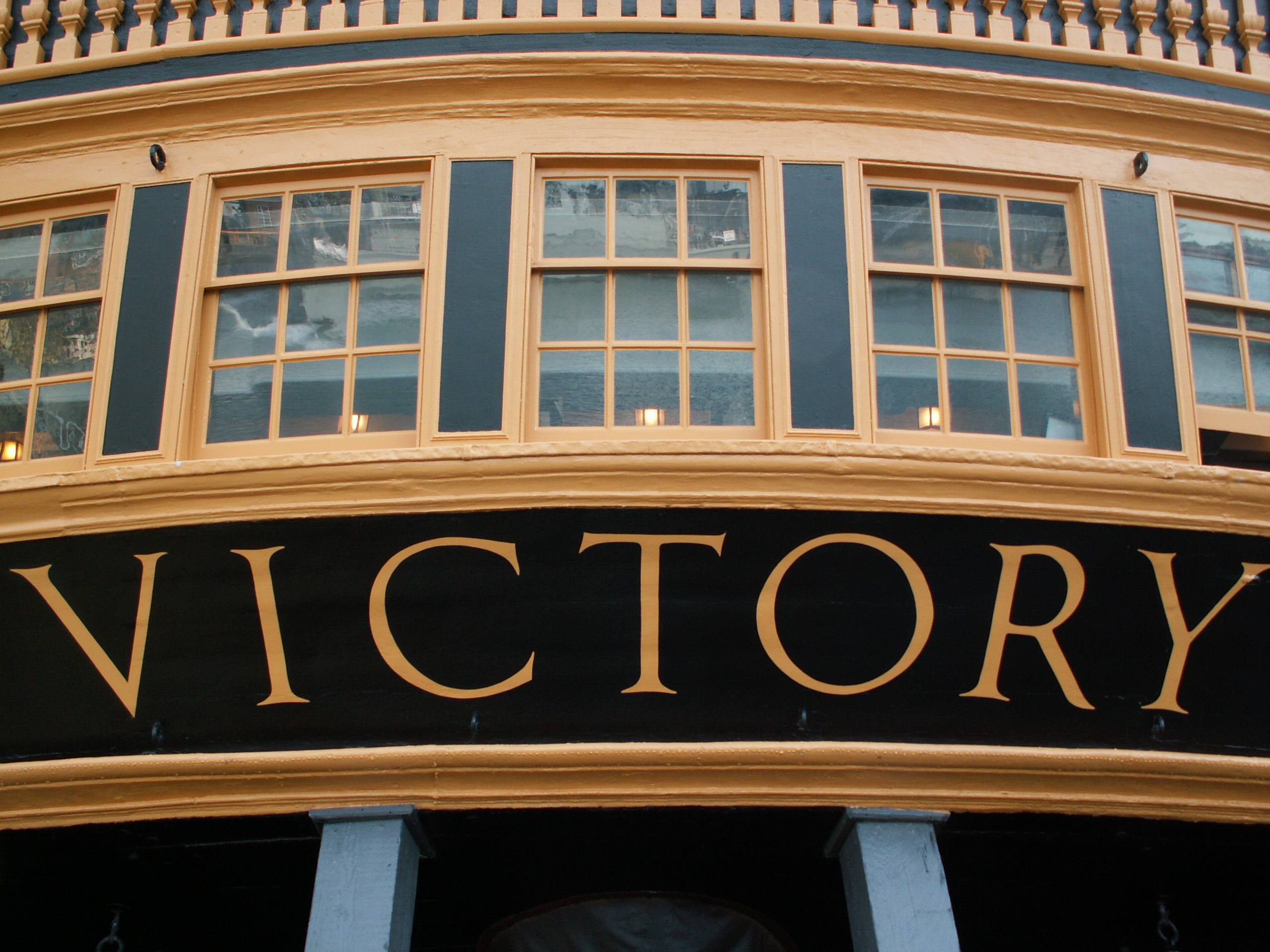
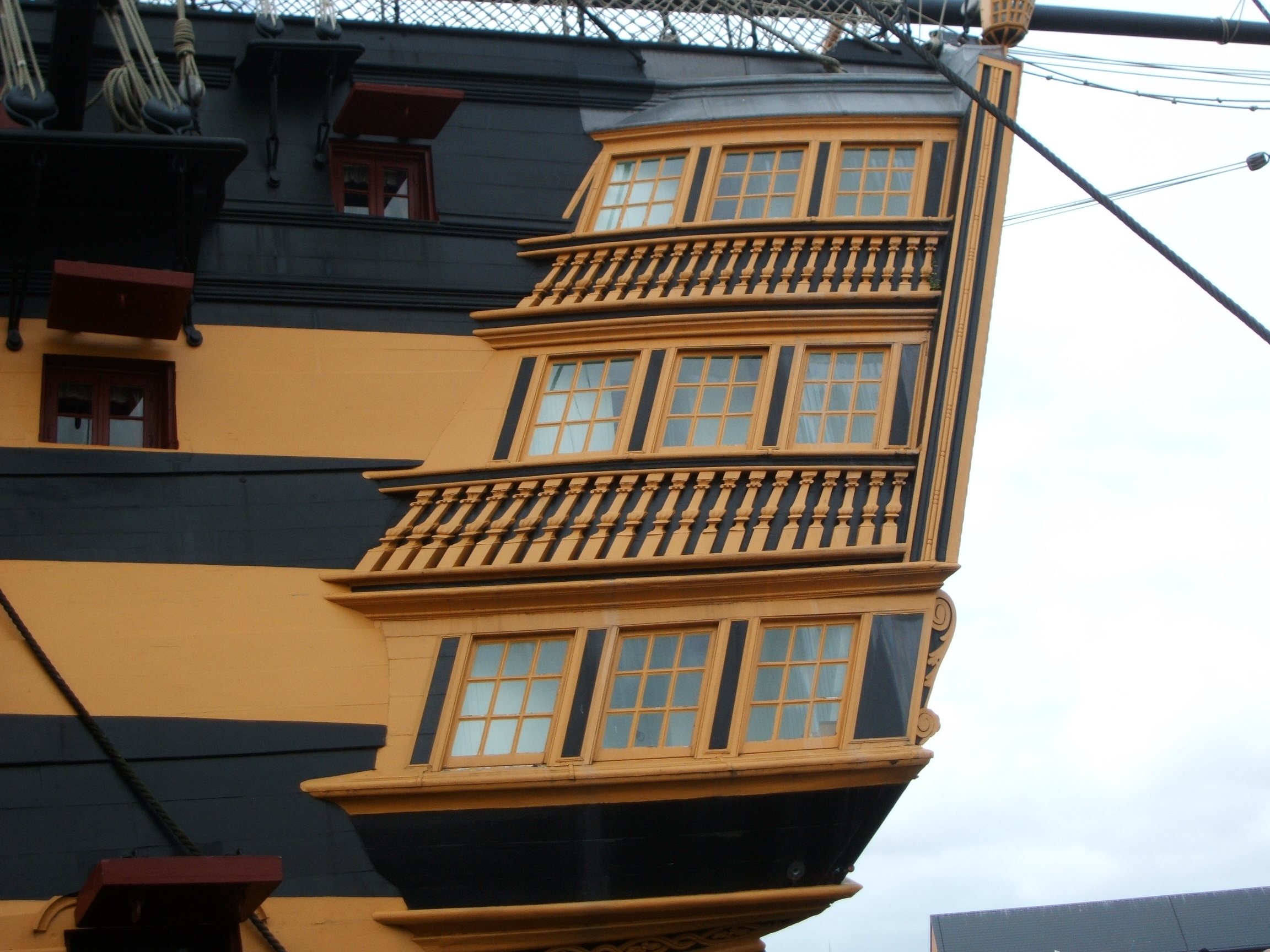
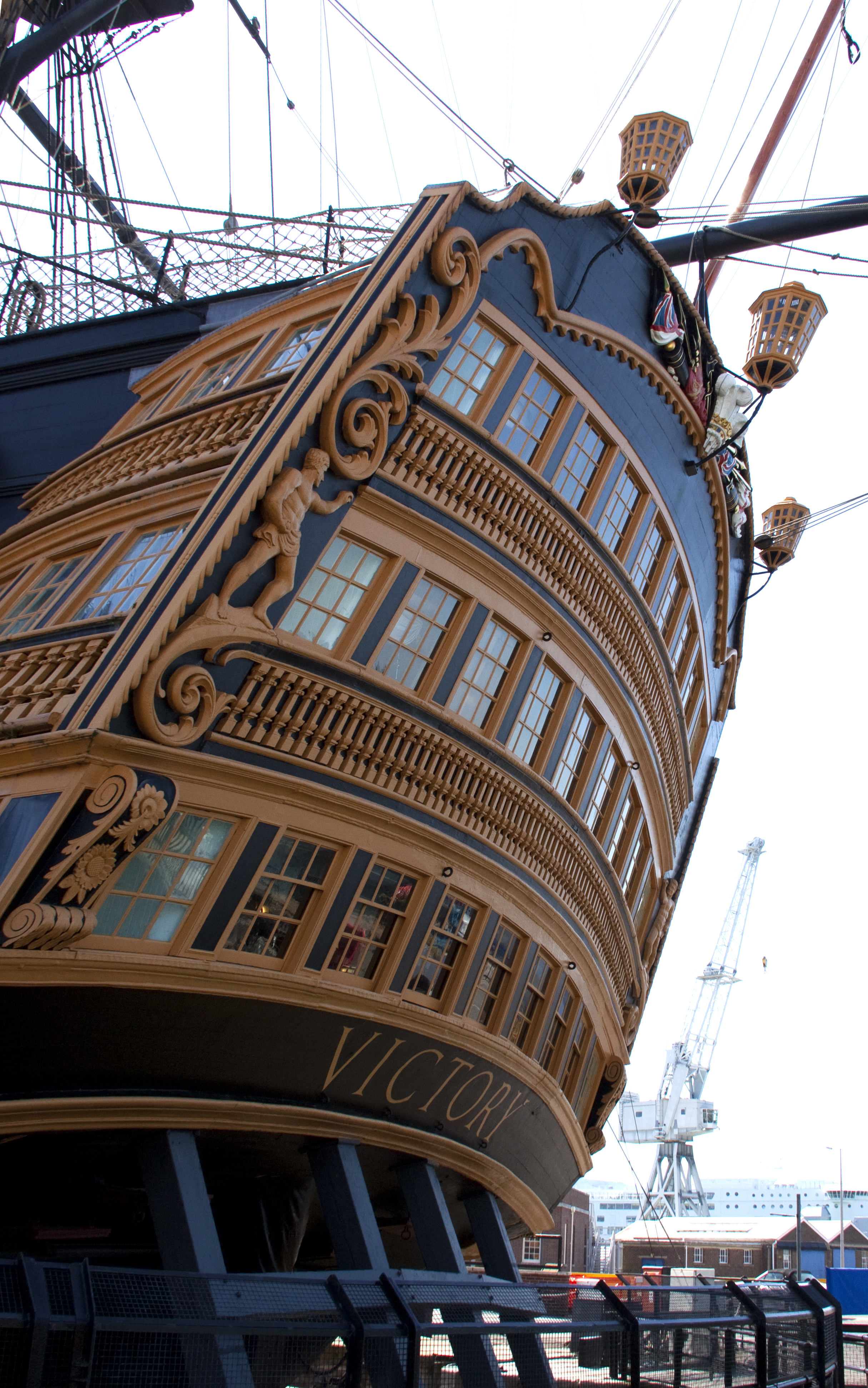

Amsterdam
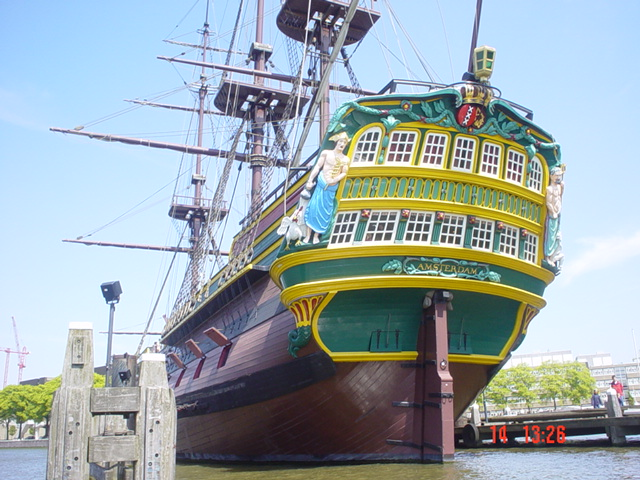
Галерея корабля Amsterdam
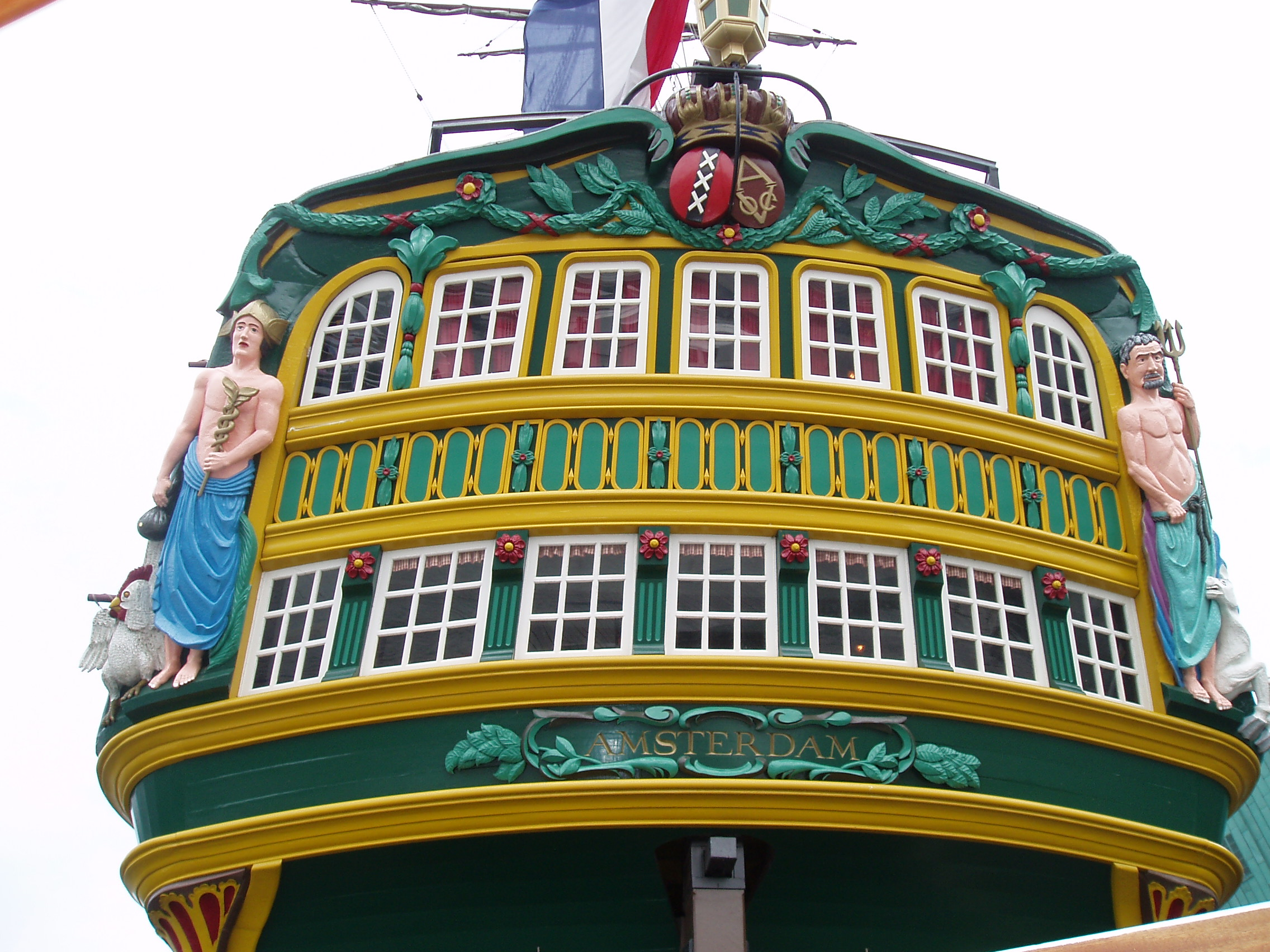
Галерея корабля Amsterdam
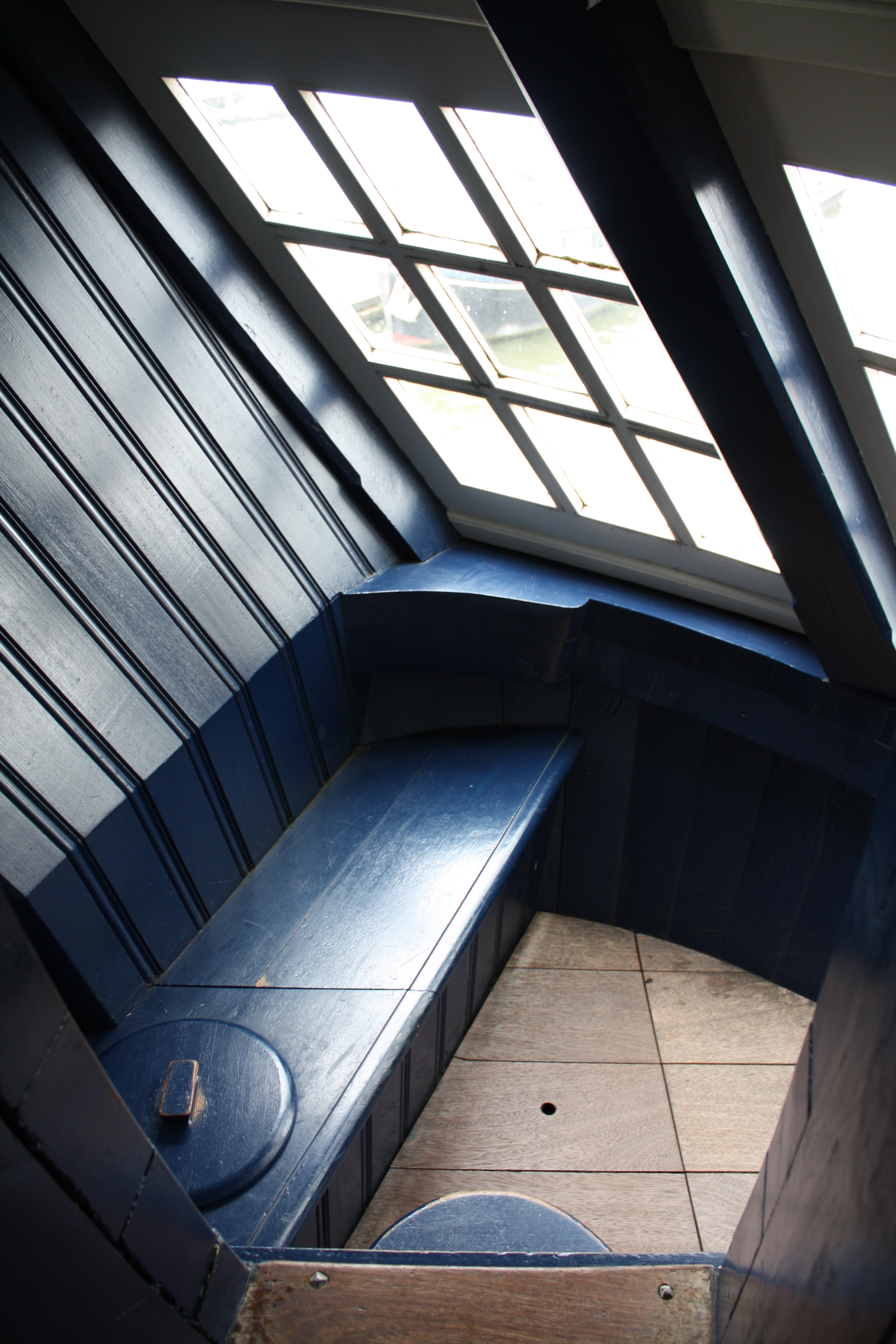
Відхоже місце в галереї корабля Amsterdam

Batavia
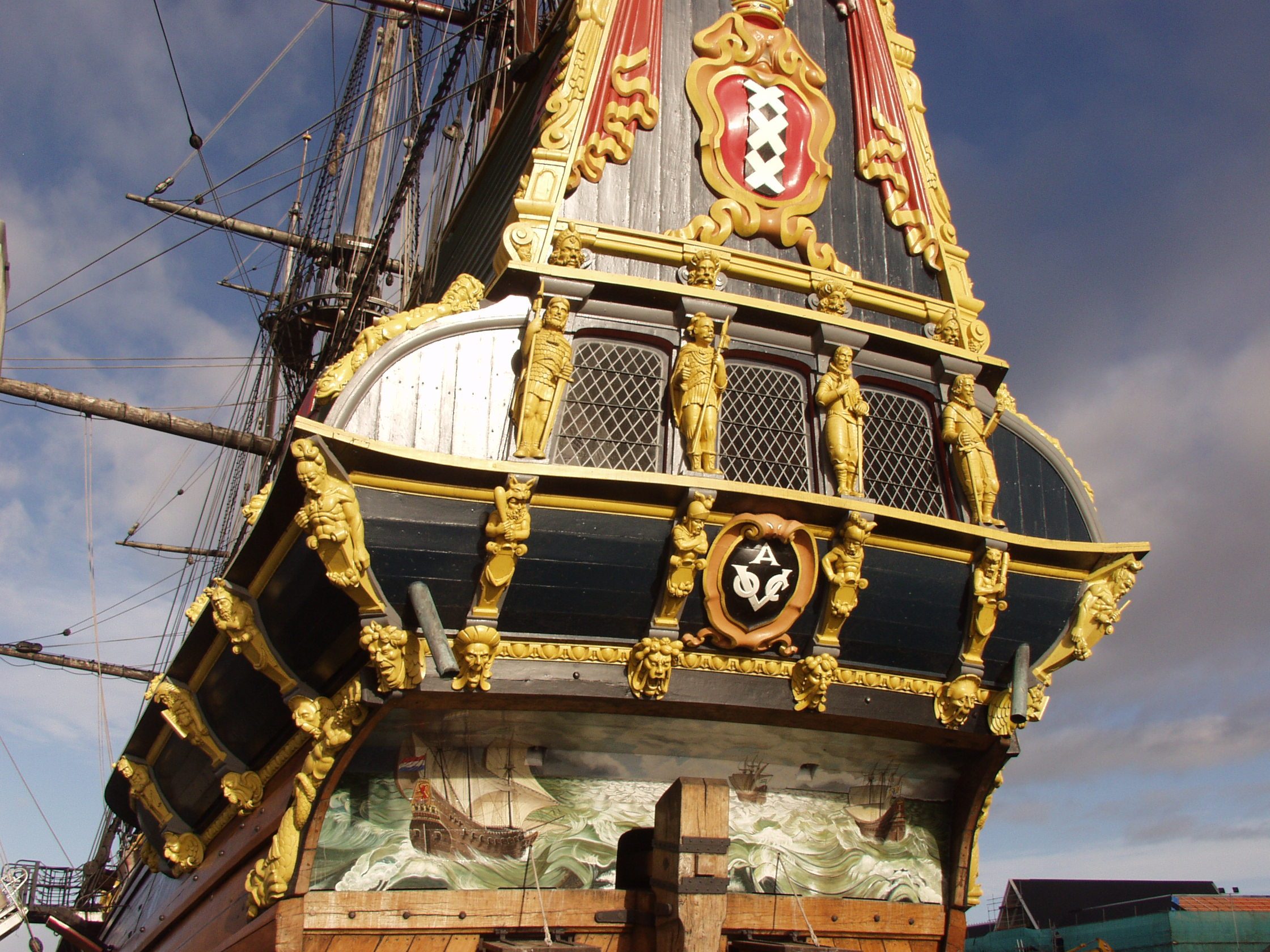
Галерея корабля Batavia
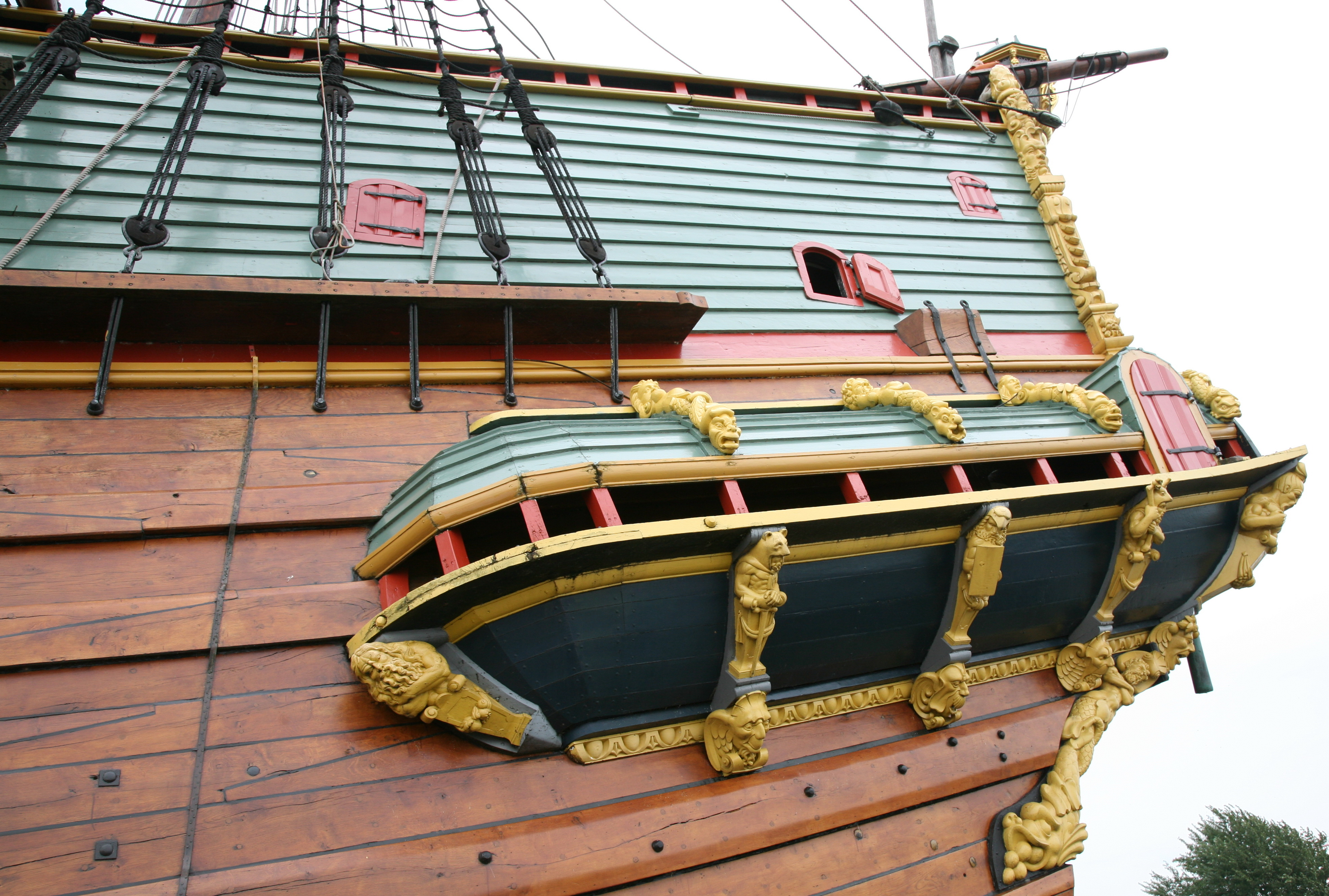
Бортова частина галереї корабля Batavia
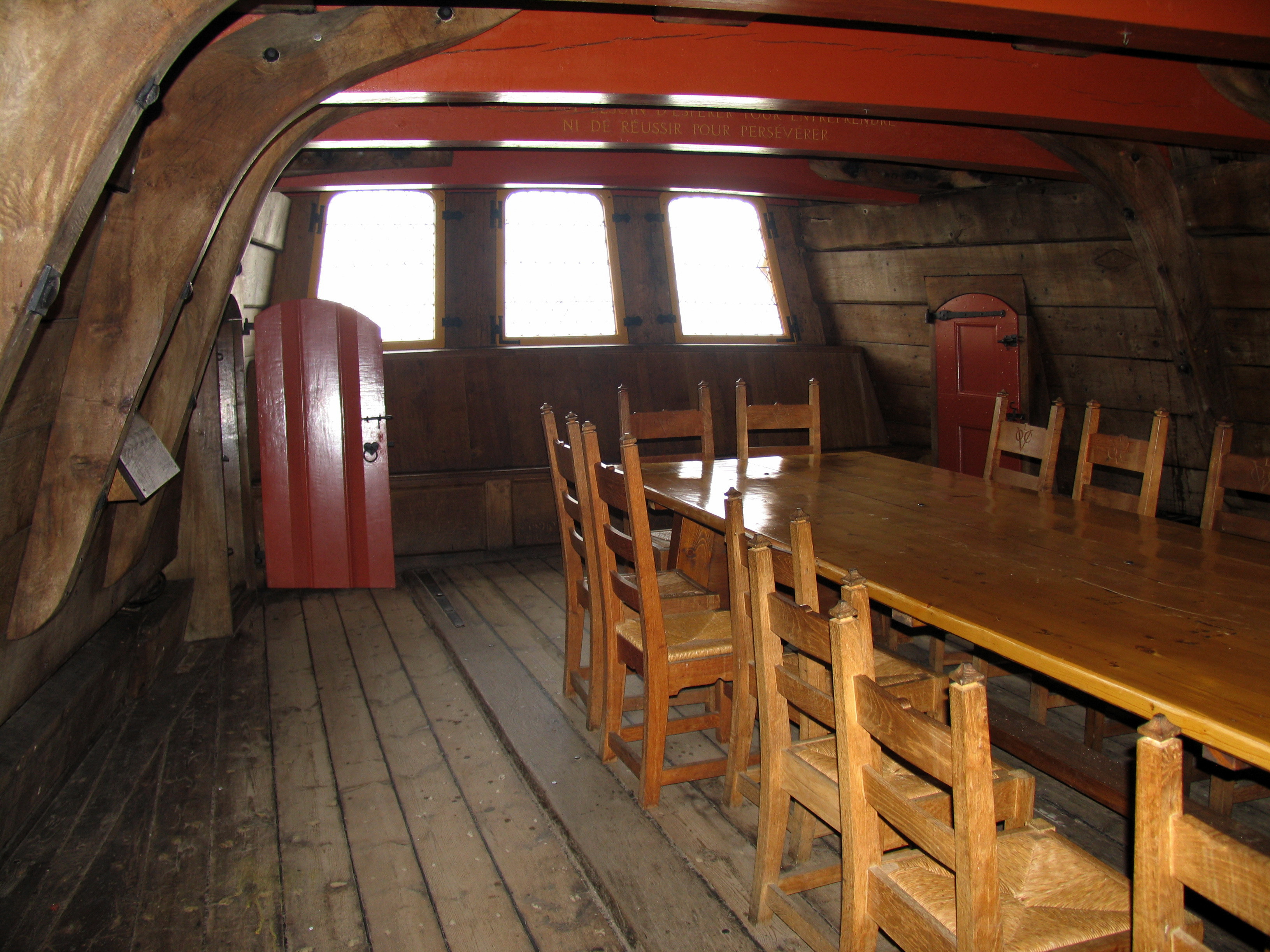
Двері бортових галерей у кают-компанії корабля Batavia
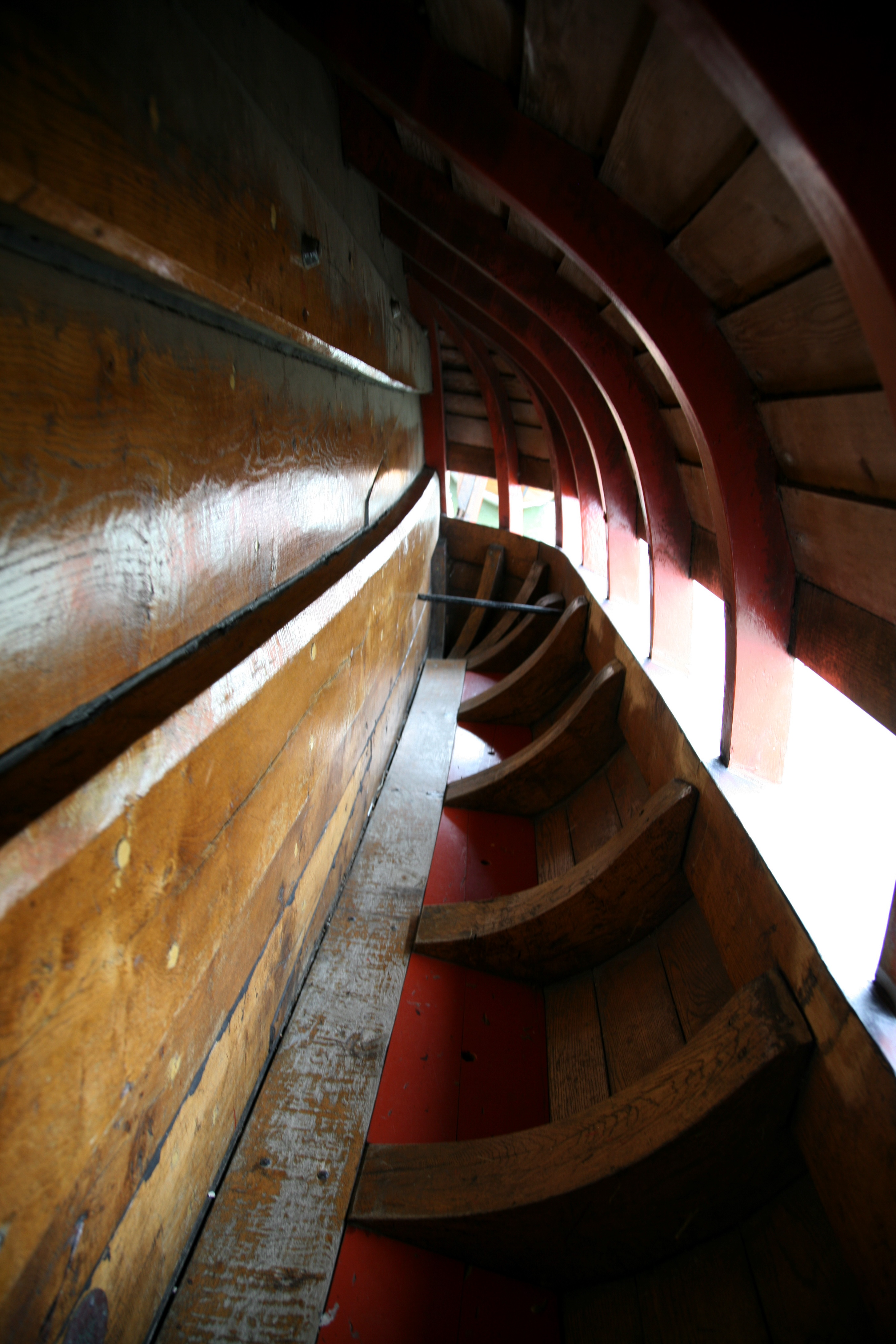
Усередині галереї корабля Batavia
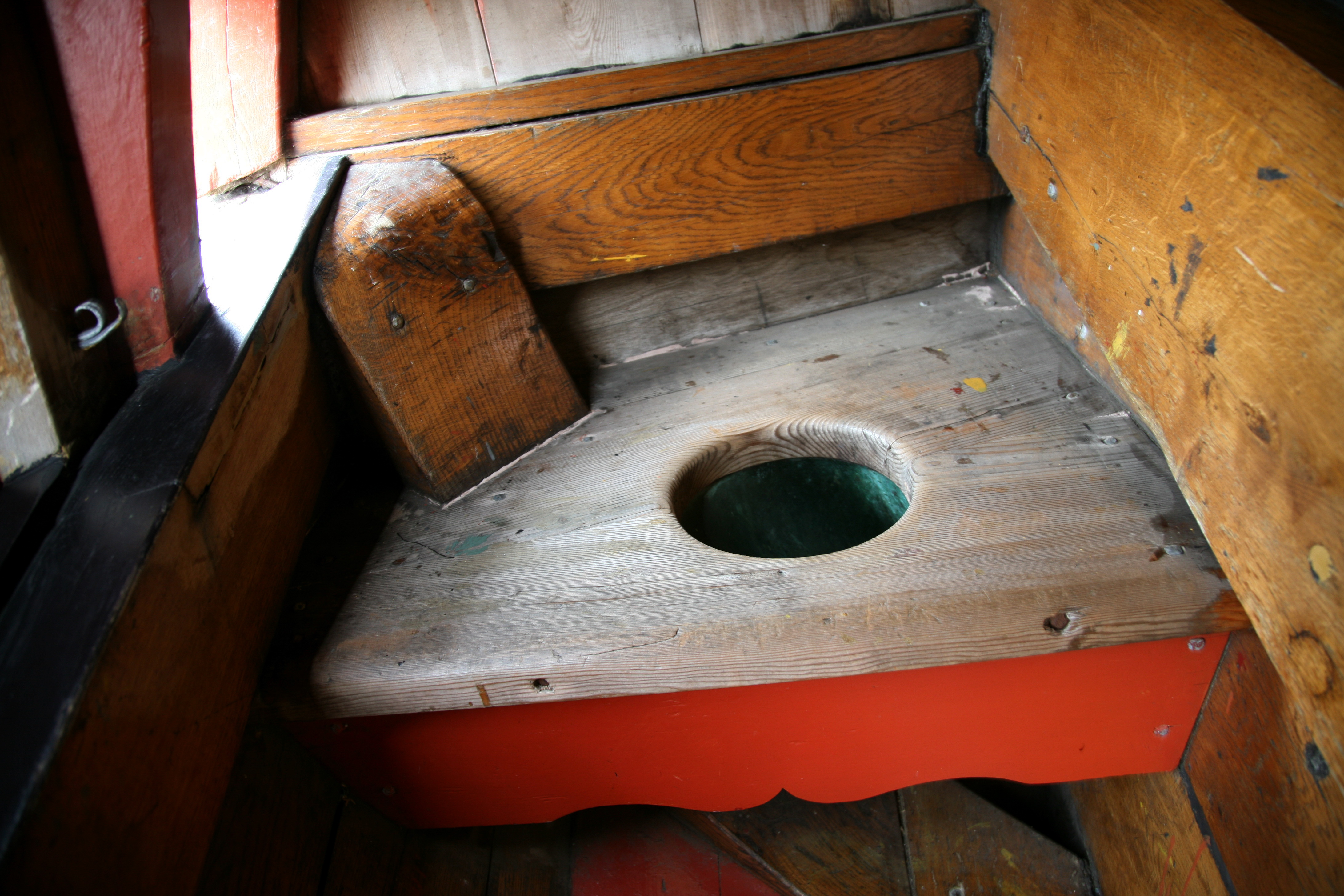
Вбира́льня в галереї корабля Batavia